# NGC 1142
NGC 1142 este o galaxie seyfert de tip 2⁠(d) situată în constelația Balena. A fost descoperită în 5 octombrie 1864 de către Édouard Stephan⁠(d). Se află la o distanță de 124,6 de megaparseci de Pământ.